# Ștefan Bardan
Ștefan Bardan (n. 14 septembrie 1892 – d. ?) a fost un general român, care a luptat în cel de-al doilea război mondial.
Ultima parte a vieții lui a trăit-o la Balotești - Ilfov unde, la final de carieră, primise un deal care, cu timpul, a fost denumit de săteni "La Generalu' ". Acum există pe acest deal o stradă cu numele: Strada General Bardan.
- 1941 - Comandantul Regimentului 11 Dorobanți "Siret".

A fost decorat pe 17 octombrie 1941 cu Ordinul „Mihai Viteazul” cl. III-a „pentru eroismul de care a dat dovadă în conducerea regimentului la cucerirea capului de pod „Dealui Epurenilor” și pentru dibăcia cu care și-a organizat apărarea în flancul drept al Diviziei, reușind prin reacțiuni ofensive să producă debandadă în rândurile inamicului mult mai numeros”.
- 1941 - 1943 - Comandantul Centrului de Instrucție pentru Infanterie.
- 1943 - Șeful Statului Major al Armatei a 4-a.
- 11 decembrie 1943 - 2 septembrie 1944 - Comandantul Diviziei 15 Infanterie
- 1944 – 1945 - Adjunctul Șefului Marelui Stat Major General.
- 1945 – 1947 - în rezervă
- 1947 - în retragere.

## Decorații
- Ordinul Militar „Mihai Viteazul” clasa III-a (17 octombrie 1941)[2]